# كارلو بورديني
كارلو بورديني (2 سبتمبر 1938 - 10 نوفمبر 2020)، هو شاعر إيطالي. ولد في روما. تُرجم شعره إلى الإسبانية والفرنسية والسويدية.

## روابط خارجية
- بعض القصائد المترجمة باللغة الإنجليزية :
- موقع ناشر Luca Sossella:
- بعض الترجمات الاسبانية:  .